# Хартли, Дилан
Дилан Майкл Хартли (англ. Dylan Michael Hartley; родился 24 марта 1986 в Роторуа, Новая Зеландия) — английский профессиональный регбист новозеландского происхождения. Выступал за сборную Англии, где с 2016 года занимал должность капитана, и «Нортгемптон Сэйнтс» на позиции хукера. Печально известен своими выходками на поле — игрока неоднократно отстраняли за грязную игру или неспортивное поведение, что, в конце концов, стоило ему места в составе сборной на домашнем чемпионате мира.
В составе клуба и сборной Хартли добился множества успехов: за свою карьеру он стал чемпионом Англии, двукратным обладателем Англо-валлийского кубка и Кубка вызова, а также трёхкратным обладателем Кубка шести наций. Кроме того, ему принадлежит рекорд по количеству матчей за национальную сборную на позиции хукера.

## Детство и молодёжная карьера
Дилан Хартли родился в новозеландском городе Роторуа. В детстве начал играть в регби за школьную команду, а став профессиональным игроком, попал в её Зал славы. В 2002 году он закончил учебное заведение, попутно выиграв чемпионат страны среди школ; его партнёрами были другие будущие звёзды: Лиам Мессам и Келли Хаимона. Сразу же после этого Дилан переехал к родственникам в английский город Кроуборо, где он, в то время выступавший на позиции пропа, продолжил совершенствовать свои навыки, выступая за одноимённый любительский клуб.
В Англии Дилан принял местное гражданство и в 2004—2005 годах получил вызовы в молодёжные сборные страны, где его игра привлекла внимание «Вустер Уорриорз». В 2004 году он попал в академию клуба, однако в основном составе сыграл лишь один раз против «Лидс Тайкс» в Европейском кубке вызова. В 2005 году Хартли сменил позицию на хукера, а затем подписал контракт с «Нортгемптон Сэйнтс».

## Профессиональная карьера

### «Нортгемптон Сэйнтс»
Хартли дебютировал за клуб в сентябре 2005 года в матче Премьер-лиги против «Лестер Тайгерс»; всего же в дебютном сезоне он выходил на поле 16 раз, чем сразу же заработал репутацию преемника бессменного хукера «Святых» Стива Томпсона. В самом начале 2007 года Томпсон получил тяжелейшую травму шеи и вынужден был завершить карьеру, что дало Дилану возможность стать основным вторым номером в клубе. Несмотря на прогресс игрока, клуб по результатам сезона покинул высший дивизион и провёл год в Чемпионшипе. Тем не менее, по словам самого Хартли, это был крайне полезный опыт — нортгемптонская команда не только сумела сразу же вернуться в элиту, но и сделала дубль, выиграв Англо-валлийский кубок; кроме того, игра во втором по силе состязании страны позволила команде сплотиться и выйти на новый уровень.
В 2008 году Хартли в нескольких матчах носил капитанскую повязку, когда Брюс Рейана не мог выйти на поле, а перед началом сезона 2009/2010 был назначен постоянным капитаном «Святых», и в возрасте 23 лет стал самым молодым регбистом клуба, удостаивавшимся такой чести. В последующие годы Дилан не снизил уровень своих выступлений, так, в сезоне 2010/2011 он сыграл в финале Кубка Хейнекен (поражение от «Ленстера» 33:22). Однако в решающем матче плей-офф Премьер-лиги два года спустя подвёл команду — на 41-й минуте он получил красную карточку за оскорбления в адрес рефери. Эта выходка стоила «Святым» титула, поскольку во втором тайме игроки «Лестер Тайгерс» сумели занести три попытки и одержать победу с общим счётом 37:17.

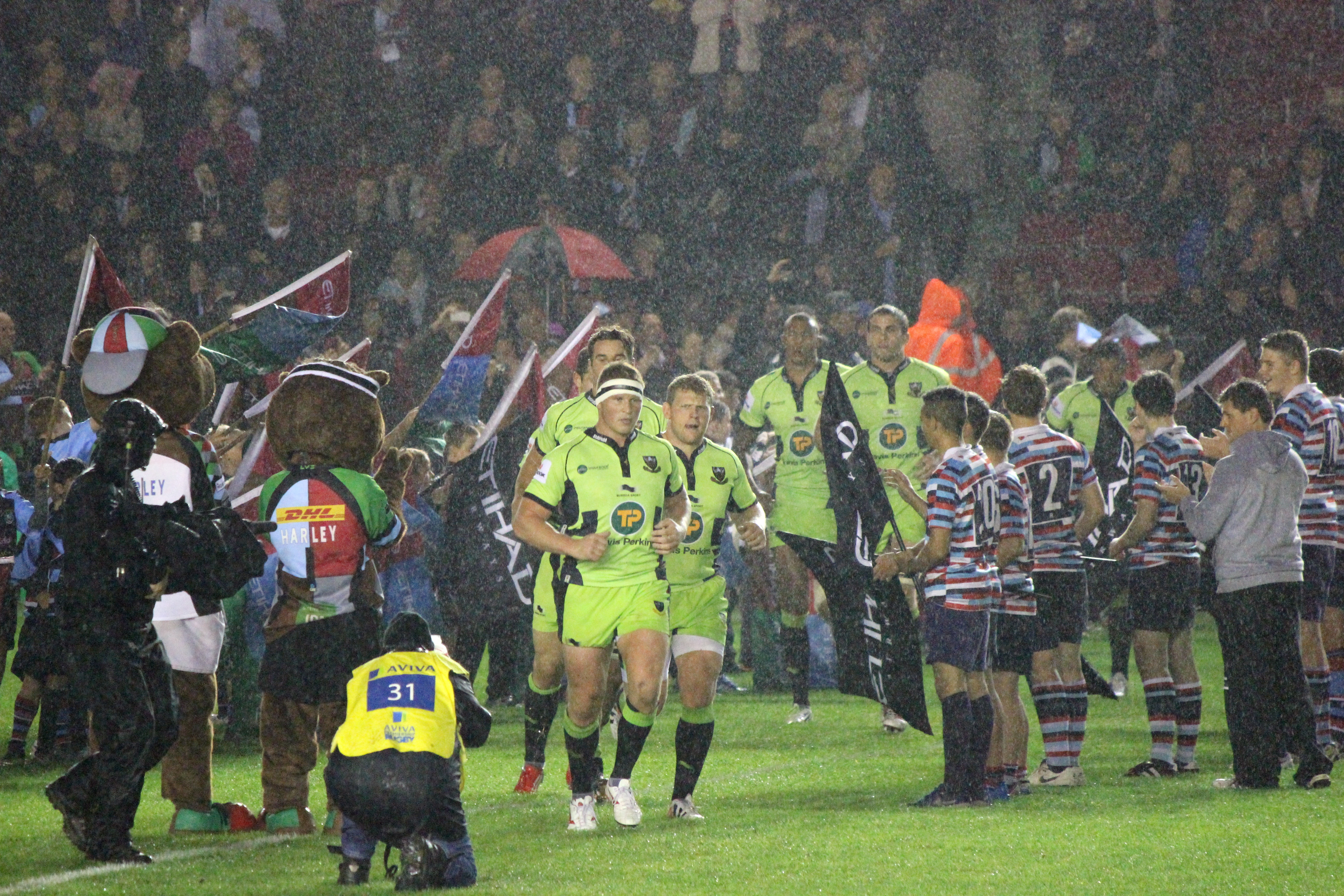
Капитан «Нортгемптон Сэйнтс» Дилан Хартли выводит команду на поле в матче с «Харлекуинс», 2013 год

Уже в следующем сезоне регбист сумел реабилитироваться. «Нортгемптон» сыграл в трёх финалах, в двух из которых сумел одержать победы (над «Сарацинами» в Премьер-лиге и «Батом» в Кубке вызова). В конце года Хартли поступило выгодное предложение от «Монпелье Эро», но тот отказался и вместо переезда во Францию продлил контракт с клубом ещё на три года.

### Сборная Англии
В 2007 году Хартли сыграл три матча за «Ингленд Сэксонс», вторую сборную страны. Год спустя он дебютировал и за основную команду, выйдя на замену в тестовом матче против Пасифик Айлендерс. Поначалу Дилан не мог закрепиться в основе сборной, поскольку на его позиции выступал опытный Ли Мирс, но уже летом 2009 года главный тренер красно-белых Мартин Джонсон выпустил его в старте на игру против Аргентины на «Олд Траффорд». Хотя англичане и одержали уверенную победу со счётом 37:15, молодому регбисту было в чём себя упрекнуть, в частности, его ошибки в обороне привели к двум штрафным.
В последовавших двух сезонах Дилан стал регулярно появляться в основе, и к моменту объявления состава сборной Англии на чемпионат мира по регби 2011 в его активе уже было 29 матчей и 5 очков в красно-белой регбийке. На турнире Хартли вышел на поле четыре раза (трижды на замену и один раз в стартовом составе), однако болельщикам он запомнился не своей игрой — регбист дважды привлекал внимание таблоидов: в первый раз из-за похода по барам вместе с партнёрами по команде Джеймсом Хаскеллом и Крисом Эштоном, а затем та же троица оказалась замешана в сексуальном скандале с одной из работниц отеля, в котором остановились англичане.
После турнира главным тренером красно-белых стал Стюарт Ланкастер, который в скором времени стал выводить из состава спортсменов, имевших проблемы с дисциплиной. Несмотря на то, что Хартли не прекратил играть грязно, он регулярно получал вызовы в сборную. Летом 2012 года ему доверили капитанскую повязку на время отсутствия Криса Робшоу, который сломал палец перед финальным матчем тестового окна. За следующие три года Дилан вместе со сборной трижды занимал второе место на Кубке шести наций. В то же время дисциплинарные проблемы Хартли не исчезли — в конце 2014 года он получил последнее предупреждение от Ланкастера, а за несколько месяцев до домашнего чемпионата мира главный тренер принял решение отстранить регбиста от выступления за сборную из-за неподобающего поведения на поле.
Всё изменилось после провала англичан на чемпионате мира и назначения главным тренером Эдди Джонса. Австралиец сразу же назначил Хартли капитаном команды на предстоявшем Кубке шести наций, что вызвало неоднозначную реакцию экспертов и болельщиков. В 2016 году англичане выиграли все 13 матчей, попутно вернув себе большой шлем и взобравшись на 2-ю строчку мирового рейтинга, что убедило Джонса оставить повязку у Дилана. Хартли, в свою очередь, стал лидером в команде, которая выиграла европейский турнир и второй год подряд.

### Достижения
| «Нортгемптон Сэйнтс» Английская Премьер-лига - Победитель: 2013/2014; - Финалист: 2012/2013. Англо-валлийский кубок - Победитель (2): 2007/2008, 2009/2010; - Финалист (2): 2011/2012, 2013/2014. Английский Чемпионшип - Победитель: 2007/2008. Европейский кубок вызова - Победитель (2): 2008/2009, 2013/2014. Кубок Хейнекен - Финалист: 2010/2011. | Сборная Англии Кубок шести наций - Победитель (3): 2011, 2016, 2017; - Большой шлем: 2016. |

## Стиль игры
Хартли известен своей агрессивной манерой игры, которая не раз приводила к проблемам дисциплинарного характера, однако тренеры молодёжных команд отмечали, что в раннем возрасте Дилан удерживал свои эмоции под контролем, и его агрессия шла лишь на пользу его выступлениям. Одна из сильных сторон спортсмена — игра в схватке, где он благодаря своим навыкам, физической силе и весу мастерски выполняет обязанности хукера, доставляя мяч к задней линии. Другое преимущество Хартли — лидерские качества, которые обеспечили ему капитанскую повязку в клубе и сборной
Тем не менее после назначения его капитаном многие эксперты усомнились в качестве игры Дилана. Эксперты ставили ему в упрёк плохую форму, а также назвали его выступления средними даже по меркам национального чемпионата. Кроме того, многие специалисты высказались за игрока «Сарацинов» Джейми Джорджа как более предпочтительную кандидатуру на позиции второго номера сборной, поскольку тот не уступает, а по некоторым компонентам и превосходит Хартли.

### Проблемы с дисциплиной
Вся профессиональная карьера регбиста была омрачена множеством дисквалификаций. В общей сложности с 2007 года он был отстранён на 60 недель по следующим причинам:
| Год  | Соперник Турнир                    | Причина                                                            | Последствия                                                                                       | Прим.  |
| ---- | ---------------------------------- | ------------------------------------------------------------------ | ------------------------------------------------------------------------------------------------- | ------ |
| 2007 | «Уоспс» Премьер-лига               | Намеренный удар в область глаз Джейми Хаскелла и Джонни О’Коннора. | Отстранён от участия в матчах на 26 недель.                                                       | [ 27 ] |
| 2012 | Сборная Ирландии Кубок шести наций | Укус Стивена Ферриса.                                              | Отстранён от участия в матчах на 8 недель.                                                        | [ 28 ] |
| 2012 | «Ольстер» Кубок Хейнекен           | Намеренные удары локтем в лицо Рори Беста.                         | Отстранён от участия в матчах на 2 недели.                                                        | [ 29 ] |
| 2013 | «Лестер Тайгерс» Премьер-лига      | Оскорбления в адрес рефери.                                        | Отстранён от участия в матчах на 11 недель; Исключён из состава «Британских и ирландских львов».  | [ 30 ] |
| 2014 | «Лестер Тайгерс» Премьер-лига      | Намеренный удар локтем в лицо Мэтта Смита                          | Отстранён от участия в матчах на 3 недели; Последнее предупреждение от тренера сборной.           | [ 17 ] |
| 2015 | «Сарацины» Премьер-лига            | Удар головой в лицо Джейми Джорджа                                 | Отстранён от участия в матчах на 4 недели; Исключён из состава сборной Англии на чемпионате мира. | [ 18 ] |
| 2016 | «Ленстер» Кубок чемпионов          | Намеренный удар в лицо Шона О’Брайена.                             | Отстранён от участия в матчах на 6 недель.                                                        | [ 31 ] |

## Вне регби
Дилан Хартли женат, его супруга Джоанн Тромас работает визажистом; в 2015 году у пары родилась дочь Теа. После назначения регбиста капитаном сборной Англии новозеландский бренд Canterbury сделал его своим послом. Соглашение было заключено на три года, а обязанностью спортсмена стало продвижение тренировочной и повседневной одежды. Помимо этого Хартли занимается и благотворительностью: он один из послов Фонда Мэтта Хэмпсона, а также ежегодный участник кампании Movember.